# ギリェルメ・アルヴィム・マリナト
ギリェルメ・アルヴィム・マリナト（Guilherme Alvim Marinato、1985年12月12日 - ）は、ブラジル・カタグアゼス出身のサッカー選手。ロシア代表。ポジションはGK。

## 経歴

### 初期の経歴
1985年、ミナスジェライス州のカタグアゼスで生まれフットサルに従事し、10歳の頃にゴールキーパーとなる。2001年から2002年まではパラナ・サッカー・テクニカル・センターのユースに在籍していた。キャリアはパラナ州・クリチバを本拠地とするサッカークラブのアトレチコ・パラナエンセで始めた。ロシアのクラブに移籍する以前にはトルコのクラブからオファーがあった。

### ロコモティフ・モスクワ
2007年8月、ロシアのFCロコモティフ・モスクワに5年契約で移籍した。ロシアリーグ初のブラジル人ゴールキーパーになり、背番号は85番であった。以後、ユースの試合で出場したが大半は適応に費やされた。2009年7月12日、2009シーズン第13節のFCトム・トムスク戦でロシア・プレミアリーグデビューを果たすと第30節のシーズン終了までレギュラーとして出場をした。2010年からは背番号が85番から1番に変更された。2013年1月中旬、ロコモティフとの契約を2016年まで延長した。

### 代表
アトレチコ・パラナエンセ在籍時にU-20ブラジル代表に招集された経験があるが出場は果たしていない。2015年11月22日にロシアの市民権を取得。2016年3月11日、リトアニア、フランスとの親善試合のメンバーに招集され、リトアニア戦でデビューを飾った。

## 人物
- 2009年12月12日、自身の誕生日にブラジル人の女性と結婚をした。
- ジュリオ・セザルを目標としている。

## タイトル
ロコモティフ・モスクワ
- ロシアサッカー・プレミアリーグ : 2017-18